# Manuel Díaz Cárcamo
Manuel Joaquín Díaz Cárcamo (Ancud, 1843 - Puerto Montt, 6 de agosto de 1911) fue un político liberal chileno. Hijo de Juan Antonio Díaz Vargas y María Cárcamo Vega.
Realizó sus estudios en Puerto Montt. Se dedicó desde joven a la marina mercante y al comercio.
Miembro del Partido Liberal Democrático. Fue elegido diputado en representación de Ancud, Quinchao y Castro (1891-1891). Durante este período formó parte de la comisión permanente de Agricultura y Colonización.